# Ardisia polysticta
Ardisia polysticta Miq. – gatunek roślin z rodziny pierwiosnkowatych (Primulaceae). Występuje naturalnie w Chinach (w prowincjach Kuangsi, Kuejczou, Hajnan oraz Junnan), na Tajwanie, w Indiach (między innymi w stanie Asam), Bangladeszu, Mjanmie, Tajlandii, Laosie, Wietnamie, Kambodży, Malezji, Indonezji (w Kalimantanie, na Jawie i Sumatrze) oraz na Filipinach. 

## Morfologia
PokrójZimozielone drzewo lub krzew. Dorastający do 1–3 m wysokości, tworzący rozłogi.
LiścieBlaszka liściowa ma odwrotnie jajowaty, eliptyczny lub lancetowaty kształt. Mierzy 9–26 cm długości oraz 2,5–5 cm szerokości, jest całobrzega, ma klinową nasadę i ostry lub spiczasty wierzchołek. Ogonek liściowy jest nagi i ma 5–10 mm długości.
KwiatyZebrane w wierzchotkach przypominających baldachy, wyrastających na szczytach pędów. Mają działki kielicha o kształcie od owalnego do eliptycznego i dorastające do 2–4 mm długości. Płatki są owalne i mają białą lub różową barwę oraz 7–8 mm długości.
OwocPestkowce mierzące 7-9 mm średnicy, o kulistym kształcie.

## Biologia i ekologia
Rośnie w lasach, na wysokości od 300 do 2700 m n.p.m.

## Zmienność
W obrębie tego gatunku oprócz podgatunku nominatywnego wyróżniono jeden podgatunek:
- A. polysticta subsp. punctipetala (Merr.) C.M.Hu